# 91 (число)
91 (девяносто один) — натуральное число, расположенное между числами 90 и 92.

## Математика
- 91 — сумма первых 13 натуральных чисел.

- 91 — двузначное нечётное[1] составное[2] (полупростое[3]) свободное от квадратов[4]  одиозное [5] число.

- 91 — наименьшее псевдопростое число Ферма по основанию 3: 390 − 1 делится на 91, хотя 91 не является простым[6][7][8]. Также число 91 является наименьшим псевдопростым Ферма по основаниям 36, 40, 61, 66, 75, 79, 82, 87, 88, 90[9].

- 91 — сумма двух кубов натуральных чисел[10].

- Число 91 одновременно является[6] треугольным[11], квадратным пирамидальным[12] и центрированным шестиугольным[13]:

{\displaystyle 91=\sum _{n=1}^{13}{n}=\sum _{n=1}^{6}{n^{2}}=1+\sum _{n=1}^{5}{6n}.}
Кроме того, 91 — шестиугольное число. Предыдущее шестиугольное число, одновременно являющееся центрированным шестиугольным — 1, а следующее — 8911.
- 91 — наименьшее составное центрированное шестиугольное число[16]. Первое центрированное шестиугольное число, 1, не является ни простым, ни составным; следующие четыре числа в последовательности — 7, 19, 37, 61 — простые. Следующие несколько составных центрированных шестиугольных чисел — 169, 217, 469, 721, 817, 1027[16].

- Существует 91 ориентированное дерево на шести вершинах[17].

- На плоскости существует 91 нормальный изогональный паркет[18][19]. Паркет на плоскости является изогональным, если любую вершину паркета можно перевести в любую другую вершину движением плоскости; паркет является нормальным, если каждая грань паркета имеет общие стороны по меньшей мере с тремя другими гранями[19]. Существует 93 комбинаторных типа нормального изогонального паркета, однако два из этх 93 комбинаторных типов нельзя реализовать без маркировки граней[19].

## Наука
- Атомный номер протактиния.

## Спорт
- 91 — рекордное количество побед в Гран-при Формулы-1, которые смог одержать Михаэль Шумахер.

## Календарь
Числа, связанные с григорианским календарём: 4, 7, 14, 28, 29, 30, 31, 52, 90, 91, 92, 97, 100, 365, 366, 400
В России календарная осень продолжается с 1 сентября до 30 ноября и длится 30 + 31 + 30 = 91 день. Зима, заканчивающаяся в високосный год, также длится 31 + 31 + 29 = 91 день.
91 — целое число дней в четверти года (13 недель).
До XVIII века в каждом времени года, как считалось, было по 91 дню и по полчетверти часа.

## В других областях
- 91 год.
- 91 год до н. э.
- 1991 год.
- ASCII-код символа «[».
- 91 — Код ГИБДД-ГАИ Калининградской области.
- 91 — казахстанский бойзбенд, дебютировавший  1 сентября 2015 года под лейблом JUZ Entertainment
- Август-91 — общественная организация в России
- Сумма цифр этого числа - 10
- Произведение цифр этого числа - 9
- Квадрат числа 91 - 8281